# Szent István Kör (Szatmárnémeti)
Szent István Kör Székhely: Szatmárnémeti. Megalakulás: 1991. A Kör célja a történelmi hagyományok ápolása és a nemzeti identitás megőrzése.

## Története

### 1990-es évek
Az 1989-es fordulat után a romániai magyarságnak lehetősége nyílt arra, hogy megismerhesse nemzeti történelmének azokat a fejezeteit, amelyeket a Ceaușescu-diktatúra idején kiadott történelemkönyvek nem tartalmaztak, de más forrásokból sem lehetett hozzájuk férni.
Az RMDSZ korabeli választmánya egy tizenkét előadásból álló előadás-sorozatot tervezett, hogy pótolja azokat az ismereteket, amelyek addig hiányoztak a köztudatból. Az első két előadás 1991. augusztus 19–én hangzott el. Erdei Líviusz Az Őshazától a honfoglalásig, Thoroczkay Sándor Az államalapítás és a kereszténység felvétele címmel tartott előadást.
A történeti előadások sikerére való tekintettel alakult meg a szatmárnémeti Szent István Kör, és tűzte ki feladatául a magyar történelmi múlt megismertetését, a tisztázatlan részek kutatását, párosítva ezeket az identitástudat erősítésével, a Szent István-i gondolatok népszerűsítésével a nemzeti, keresztény, konzervatív értékek mentén. Húsz év alatt nagyon sok romániai magyar és közismert magyarországi történész tartott előadást. A tevékenységbe sikerült bevonni a fiatalokat is. A Szent István Kör első elnöke Thoroczkay Sándor történelemtanár volt, őt 2006. augusztus 20-án Szőcs Péter Levente történész-régész, a Szatmár Megyei Múzeum aligazgatója követte, jelenleg (2012-04-21) is ő a Kör elnöke.
1993-ban Simonfy Irén zilahi festőművész, a Szilágy megyei EMKE elnöke és a Szilágy megyei EMGE egyik szervezője a szatmárnémeti Szent István Kört kérte fel arra, hozzák el ősztől Szilágy megyébe is a Magyarság története cím előadássorozatot.
1997-ben Thoroczkay Sándor, a Szent István Kör elnöke kérte a képzett történelemtanárokat, hogy segítsenek kevésbé képzett szakmai társaiknak, s nehezményezi, hogy a román történelemtankönyvek magyar nyelvre való lefordítása késik, holott már két hónap eltelt a sürgősségi kormányrendelet óta.
1998. január 14-én kezdődött Szatmárnémetiben, az RMDSZ székházában, a Szent István Körben az 1848-as szabadságharcról szóló előadássorozat Erdei Líviusz történelemtanár előadásában. Az előadást Tasnádon megismételték.
1998-ban Szatmárnémetiben március 15-e tiszteletére már március 14-én az Erdélyi Magyar Közművelődési Egyesület, a Kölcsey Kör, a Szent István Kör és a megyei RMDSZ szervezésében kárpát-medencei történelmi szimpózium kezdődött az 1848-as forradalomról erdélyi, kárpátaljai, magyarországi, felvidéki történészek közreműködésével.
1998. augusztus 22-én ünnepi előadást rendezett Szatmárnémetiben a helyi Szent István Kör. A budapesti Pázmány Péter Katolikus Egyetemről Kovács István költő és történész professzort hívták meg, aki Bem tábornok és az erdélyi hadsereg címen tartotta meg előadását. Az előadás után Farkas Árpád író, költő, a Háromszék főszerkesztője méltatta Bem életútját. 1998. augusztus 23-án Szamoskrassóban a Darvay-kúria falán Bem-emléktáblát helyeztek el, Tőkés László püspök, az RMDSZ tiszteletbeli elnöke mondott beszédet, majd Bogumil Luft bukaresti lengyel nagykövet méltatta az 1848-49-es szabadságharc jelentőségét. Az ünnepségen részt vett Szőcs Ferenc bukaresti magyar nagykövet. Az emléktáblára román, magyar és lengyel nyelven írták fel: „Ebben a házban szállt meg 1848 decemberében Bem József forradalmár tábornok,” az emléktábla állítói: Szent István Kör, a szatmári RMDSZ és a helyi tanács.
1999. december 12-én Bem-emlékszobát nyitottak meg Szamoskrassón, a Darvay-kúria egyik szobáját rendezték be Sipos Miklós református esperes és a szatmárnémeti Szent István Kör kezdeményezésére. Az emlékszoba főgondnoka Kónya László tanfelügyelő lett. A megnyitón rész vett Sipos Ilona kolozsvári konzul, Egyed Ákos történész és Riedl Rudolf, Szatmár megye prefektusa (1997-2001).
A 2000. évhez közeledve 1999. december 28-án munkaülést tartott a szatmárnémeti Szent István Kör tagsága. Thoroczkay Sándor elnök foglalta össze az 1999-es év eredményeit, a továbbiakban a 2000. évi magyar államalapítás 1000 éves évfordulójának megünneplésével kapcsolatos tervek képezték megbeszélés tárgyát. A Bem-szimpózium megrendezését egy háromtagú helybeli szervezőbizottságra bízták. (Sipos Miklós református esperes, Danku Pál mérnök és Kónya László tanfelügyelő, a Bem-emlékszoba főgondnoka). Az ünnepségeken való aktív részvételre vállalkozott Kovács István, krakkói magyar főkonzul és Egyed Ákos történész, akadémikus. Már ezen a taggyűlésen felmerült egy helytörténeti műhely kialakításának gondolata.

### A 2000. év
Talán 2000. év volt a Szent István Kör egyik legmozgalmasabb esztendeje.
2000. január 24-én mutatták be Szatmárnémetiben Szatmáriak az 1848/49-es szabadságharcban című értékes helytörténeti kiadványt. (Szatmárnémeti, Identitas, 1999. 210 p. ill.) A kötet szerkesztője Kónya László (sz. 1945). A tanulmányok írói közül számosan a Szent István Kör tagjai közül valók, köztük Kónya László, Németi János, Danku Pál, Bura László, Csirák Csaba. Varga Attila, az Identitas Alapítvány elnöke hangsúlyozta, hogy a szatmáriaknak sok adósságuk van még a helytörténeti kutatás területén.
2000. március 19-én Pettyén református gyülekezetében az imahét megnyitóján Kónya László, a Szent István Kör tagja előadást tartott a magyar államiság ezeréves évfordulójáról és felidézte az 1848–49-es forradalom és szabadságharc főbb eseményeit.
Szent István Kör kezdeményezésére 2000 márciusában Szatmár megye romániai magyar általános iskolásai számára a magyar államalapítás és az Árpád-házi királyok témakörben vetélkedőt tartottak, a döntőre március 25-én a szatmárnémeti Református Gimnáziumban került sor. A döntőn jelen volt Thoroczkay Sándor, a Szent István Kör elnöke, Erdei Líviusz főtanfelügyelő-helyettes és Szilágyi Éva, a vendéglátó gimnázium igazgatója. 2000. április 8-án a millenniumi jellegű történelmi verseny keretében a középiskolások mérhették össze tudásukat. Első helyezést ért el a Hám János Római Katolikus Iskolaközpont, melynek csapatát Kozma Artúr történelemtanár készítette fel.
2000. május 5-én Szőcs Péter régész előadást tartott a Szent István Körben Az Árpád-kori Magyarország egyháztörténete címmel. 2000. május közepén Kovács Leó, az 1848-49-es forradalom és szabadságharc ezredesének szatmárnémeti Petőfi utcai szülőházán emléktáblát avattak, melyre három nyelven, románul, magyarul és olaszul vésték fel a ház jeles szülöttjének nevét. Daku Pál helytörténeti kutató munkásságának köszönhető ez az esemény, ő kutatta fel a szabadságharcos szülőházát. A Szent István Körrel együtt avatott az EMKE, a Kelemen Lajos Műemlékvédő Társaság, a Kölcsey Kör és az Identitás Alapítvány.
A 2000. június 28-i rendezvény a Szent István Körben a trianoni békeszerződés 80. évfordulójáról való megemlékezés jegyében telt el. Végh Balázs Béla és Kereskényi Sándor tartott előadásokat, Végh a magyarság körében a trianoni trauma feldolgozásának témakörével foglalkozott, Kereskényi pedig azt vázolta, hogyan látják Romániában a trianoni békéket. A rendezvénynek az RMDSZ-székház adott otthont.
2000. augusztus 18 és 20 között háromnapos Szent István ünnepséget szerveztek Szatmárnémetiben a kereszténység felvételének és a magyar államalapítás 1000. évfordulójának tiszteletére. Augusztus 18-án a Scheffler János Lelkipásztori Központban Thoroczkay Gábor budapesti egyetemi tanár tartott előadást a Szent István korabeli államról, augusztus 19-én a Láncos templomban Thoroczkay Sándor, a Szent István Kör elnöke első királyunk történelmi cselekedetének, a kereszténység felvételének fontosságát méltatta. A németi és a Szamos-negyedi református templomban Kónya László tartott előadást a magyarok első királyáról. Augusztus 20-án a szatmárnémeti római katolikus székesegyházban ünnepi szentmisét celebráltak. Az ünnepségek a székesegyház előtt folytatódtak, székesegyház homlokzatterében álló Szent István szobrot megkoszorúzták az egyházak, a magyar szervezetek és iskolák képviselői.
2000. szeptember 17-én Kőszegremetén ünnepelték az államalapítás évfordulóját helyi történésekkel összekapcsolva, kopjafa-állítással, emléktábla-avatással, István király államalapításáról a Szent István Kör elnöke, Thoroczkay Sándor tartott előadást.
2000. október 6-án megemlékezést tartott a helyi RMDSZ Gonzeczky Jánosnak, az 1848-49-es szabadságharcban betöltött szerepe miatt mártírhalált halt tábori pap tiszteletére a szatmárnémeti Zárdatemplom bejáratánál elhelyezett Gonzeczky-emléktábla előtt. Emlékbeszédet mondott Kereskényi Sándor, a Szent István Kör tagja, a Szatmár megyei RMDSZ szenátorjelöltje.

### A 2000-es évek
2001. augusztus 18-án megalakulásának 10 éves évfordulójára emlékezett a Szent István Kör a katolikus püspökség pasztorációs központjában. Egyed Emese kolozsvári irodalomtörténész az egyik XVIII. századi Szent István-képről tartott előadást. 2001. május 26-27-én kétnapos ünnepség keretében emlékeztek a megalakulás tízéves évfordulójára. Rendezvénysorozatukat május 26-án tudományos tanácskozással kezdték, amelyen részt vett Csetri Elek egyetemi tanár, Fodor István régész, Barta János, Bertényi Iván egyetemi tanárok, Egyed Ákos történész, Kelemen Hunor kultúrpolitikus, Thoroczkay Gábor tanársegéd, Muzsnay Árpád, az EMKE partiumi elnöke, Mandula Tibor tanár, Németi János tudományos kutató, Szőcs Péter Levente történész-régész. Bertényi Iván tartott előadást a Szent Koronáról. Május 27-én a kör tagjai kirándulást tettek a megyében, a végállomás Szilágypér volt, ahol Budai Ézsaiás halálának 170. évfordulója megkoszorúzták emléktábláját, Budai Ézsaiás tevékenységét Kereskényi Sándor szenátor, irodalomtörténész méltatta.
A Szent István Kör a művészeti életre is odafigyel, a Harag György Társulat Rappert Gábor nevű színészét Harag György emlékplakettel tüntette ki, a Szent István Kör pedig a legjobb epizódszerepért járó díjat adományozott számára.
2001 júniusában a szatmárnémeti Magyar Ifjúsági Kezdeményezés (MIK) és a Szent István Kör könyvet adott ki Trianonról Ott, ahol zúg a négy folyó címmel. A kötetben szereplő tanulmányok írói: Kereskényi Gábor joghallgató, a MIK társelnöke, aki Trianon előzményeiről, a béketárgyalásokról és a magyarok reagálásairól írt, Danku Pál Csehszlovákia és Jugoszlávia két világháború közti nemzetiségi helyzetét mutatta be, Thoroczkay Sándor pedig Trianon következményeiről értekezett. A kötet hamar elkelt, újabb példányokat kellett belőle nyomtatni.
2001. augusztus 20-án Szent István tiszteletére ünnepséget szervezett a Szent István Kör, a szatmári székesegyházban tartott szentmise után a székesegyház előtt ünnepelt a sokadalom, Korda Zoltán, a Láncostemplom lelkipásztora, majd Szabó Károly szenátor és Thoroczkay Sándor, a Szent István Kör elnöke méltatta I. István magyar király érdemeit.
2001 szeptemberétől a szatmárnémeti Szent István Kör a szamoskrassói Ifjúsági Házzal közösen egy szamoskrassói falumúzeum létrehozásán munkálkodott, a fő szervező Kónya László, aki már több falumúzeumot is létrehozott. 2001. december 10-én már sor is került a Szamosháti Tájház megnyitására. 2002-ben a múzeum szakszerű berendezésére 100 000 forint értékű támogatást nyertek az Illyés Közalapítványtól
A Szent István Kör is próbálja megvalósítani, hogy Szamárnémetinek legyen egy állandó kulturális periodikája, rövid életű próbálkozások (például Európai Magyar Valóság, 2001) után ez mindmáig nem járt eredménnyel.
Az 1956-os forradalomra együttesen emlékezett Szatmárnémetiben a Szent István Kör, a helyi RMDSZ és a Magyar Ifjúsági Kezdeményezés a Scheffler János Lelkipásztori Központban 2001. október 23-án.
2002 márciusában tartotta évi rendes közgyűlését a Szent István Kör, 2002-es tevékenységük központjába a Kossuth-megemlékezéseket helyezték. Thoroczkay Sándor, a Szent István Kör elnöke ezúttal is hangsúlyozta, hogy céljuk az ismeretterjesztés és a nemzettudat erősítése.
2002 augusztusában megtartotta a Kör névadójának ünnepségét, 2002. augusztus 16-án Hámori Péter, az ELTE tanára mondott emlékbeszédet, 20-án pedig részt vettek a Kör tagjai a szatmárnémeti székesegyház ünnepi szentmiséjén, s utána a templom előtt megkoszorúzták Szent István szobrát.
Kossuth Lajos születésének 200. évfordulója alkalmából 2002. szeptember 21-én egész napos ünnepséget tartott a Szent István Kör a történelmi egyházak és a civil szervezetek összefogásával. A Scheffler János Lelkipásztori Központ előadótermében Thoroczkay Sándor, a Szent István Kör elnöke köszöntötte a résztvevőket, utána Riedl Rudolf alprefektus mondott beszédet. Bemutatták Tarczy István Kossuth Lajosról készített arcképét is. (A Kossuth-kép továbbiakban a szatmárnémeti RMDSZ székházában vált megtekinthetővé.) 2002. szeptember 28-án Gencsen is Kossuth megemlékezést tartott a Szent István Kör, emlékbeszédet Kóny László mondott.
2002. december 7-én a Szent István Kör és a Szamoskrassói Református Egyházközség megtartotta a már hagyományossá vált Bem-emlékünnepséget. Ebből az alkalomból Bona Gábor ezredes, hadtörténész, a budapesti Hadtörténeti Intézet és Múzeum igazgatója Bem József, Kossuth Lajos tábornoka címmel tartott emlékelőadást.
2003. január 11-én egyházi, párt- és civil szervezetekkel összefogva a doni katasztrófa 60. évfordulójáról emlékezett meg a Szent István Kör. A résztvevőket Thoroczkay Sándor elnök üdvözölte, s az RMDSZ szatmári szervezete nevében Kereskényi Sándor szenátor mondott beszédet az eseményekről, a még élő veteránok köszöntéséről és kitüntetéséről is gondoskodtak. A Magyar 2. hadsereg katasztrófájáról februárban is tartottak a megemlékezéseket Szatmárnémetiben a Németi Református templomban, ahol Tőkés László református püspök hirdetett igét. Szatmár megye más településein is megemlékeztek leginkább az egyházak és a Szent István Kör szervezésében.
2003. július 6-án Szamoskóródon Petőfi-emléktáblát avatott a helyi református gyülekezet és a Szent István Kör. A 2003. évi augusztusi szatmárnémeti Szent István ünnepségre Szakály Sándor budapesti történészt hívta meg a Szent István Kör előadónak, Szakály Nemzet, határokon innen és túl címen tartotta meg előadását. 2003. október 6-án Szatmárnémetiben a Scheffler János Lelkipásztori Központ termében az aradi vértanúkra emlékeztek. Thoroczkay Sándor, a Szent István Kör elnöke, és Kereskényi Sándor szenátor tartottak előadást az 1848-49-es forradalom és szabadságharcról és az Aradon kivégzett tizenhárom tábornokról.
2003. október 18-án Deák Ferenc születésének 200. évfordulója alkalmából szervezett ünnepi megemlékezést a Szent István Kör a szatmárnémeti Scheffler János Lelkipásztori Központban. A Deák Ferencről szóló emlékbeszédeket Ilyés Gyula alpolgármester, Takács Péter történész (Debreceni Egyetem), Egyed Ákos történész és Kereskényi Sándor szenátor tartotta. Ugyancsak a Scheffler János Lelkipásztori Központba szervezte a Kör az 1956-os forradalomról való megemlékezést is, Danku Pál emlékezett meg 1956-os magyar forradalomról, kitérve a kapcsolódó erdélyi eseményekre is. Sike Lajos újságíró ebből az alkalomból mutatta be Péterszabó Ilona „56 után 57-en a temesvári perben” című kötetét, amelyet az írónő az 56-os eseményeket követő temesvári megtorlásokról írt. A 2003-as év zárófejezete volt a december 7-ére szervezett Bem József-ünnepség a Szamoskrassón.
A 2004-es év a hagyományok jegyében kezdődött, a Németi református templomban megünnepelték március 15-ét, az 1848–49-es forradalom és szabadságharc kezdetét, Thoroczkay Sándor, a Szent István Kör elnöke adott áttekintést az eseményekről.
2004. július 30-án nemzetpolitikai konferenciával kezdődött a harmadik Partiumi Magyar Napok rendezvénysorozat. A Szent István Kör elnöke Magyarság és Európa címmel tartott előadást, Szőcs Péter Levente az újkori Szatmárnémetit mutatta be, Pete István szenátor az európai integráció és a vidékfejlesztés témakörét adta elő, Kereskényi Gábor a helyi önkormányzatok lehetőségeit vizsgálta. Bura László az oktatáspolitika változásairól, Varga Attila parlamenti képviselő az európai integráció alkotmányjogi vonatkozásairól szólt. Szakály Sándor történész a Kárpát-medencei magyarság európai integrációjának ellentmondásaira mutatott rá, Markó Béla RMDSZ-elnök az unión belüli kisebbségpolitika távlatait igyekezett megvilágítani.
2004. szeptember 24-én a Scheffler János Lelkipásztori Központban bemutatták az Otthonom Szatmár megye könyvsorozat legújabb, 22. kötetét, Muhi Csilla Egyház és város című munkáját, a kötet a szatmári római katolikus püspökség szerepéről ír Szatmárnémeti modern városképének a kialakulásában. 2004. október 6-ra a Szent István Kör és a helyi RMDSZ szervezte meg az aradi vértanúk-ünnepét Szatmárnémetiben. Ezen alkalomból Balogh Géza történelemtanár, a Kölcsey Ferenc Főgimnázium nyugalomba vonult aligazgatója tartott előadást a Scheffler János Lelkipásztori Központban.
2005 novemberében Bocskai István Erdély fejedelmévé választásának 400. évfordulója alkalmából Bocskai István-ünnepségeket tartottak Szatmárnémetiben és Szárazberken, a szatmárnémeti Szent István Kör, a református egyház és az RMDSZ szervezésében. A hit és a szabadság védelmében címen történelmi előadásokat tartottak: Sipos Gábor kolozsvári egyetemi docens, Kereskényi Sándor muzeológus, Mandula Tibor, Muhi Csilla és László Benjamin szatmári tanárok. Szárazberken Kónya László és Kereskényi Sándor tartott megemlékezést az ünneplőknek.
2006. február 5–én Szatmárnémetiben, a Németi református templomban a Don-kanyarban elesett hősökről és a túlélő áldozatokról emlékeztek meg. Thoroczkay Sándor, a Szent István kör elnöke Életüket adták a hazáért címmel tartott előadást.
A Szent István Kör 2006. május 25-i ülésén Benedek Gyula statisztikus a népességcsökkenés okairól és az asszimiláció statisztikai megközelítéséről tartott előadást.
A 2006-os augusztus 20-i Szent István-ünnep egybeesett a szatmárnémeti Partiumi Magyar Napokkal, igazi nagy népi összejövetel volt, a művészetek, a mesterségek, a könyvek, a táncok, zenei bemutatók, gyermekrendezvények, stb. közt válogathatott az ünneplő közönség.
Láthattuk, hogy a hagyományossá vált évfordulók (március 15., augusztus 20., október 6.) ünnepi megemlékezései mellett számos más történelmi megemlékezésre került sor, újabb és újabb történelmi témák kerültek elő a magyarság kutatások mentén. Ezeket a hagyományokat folytatta a Kör Szőcs Péter Levente elnöksége idején is.

### 2010-es évek
2011. július 21-én Boór Béla nyugdíjas történelem tanár a Középkori temetkezési társulatokról tartott előadást, két Németiben működő társulat levéltári anyagát dolgozta fel.
A 2011. évi augusztus 20-i ünnepségek alkalmából is sor került tudományos előadásra, „Vármegyei élet Szatmárban a 17. században” címmel tartott előadást Henzsel Ágota, nyíregyházi levéltáros-történész.
A húszéves Szent István Kör 2011. szeptember 3-án „Húsz év helytörténeti kutatásai Szatmárban” címmel egész napos helytörténeti konferenciát és ehhez kapcsolódva vitát és kerekasztal-beszélgetést tartott.
2011. szeptember 4-én a hagyományos Bem ünnepséget tartották meg Szamoskrassóban „Bem József hazatérése” c. kiállítás megnyitójával egybekötve.
Már évek óta minden hó utolsó szerdáján történelmi előadássorozatot tart a Kör Nagyjainkról címen, 2012 első negyedévében januárban Thoroczkay Sándor tartott előadás Kállay Miklós magyar miniszterelnökről (1942-44), februárban Dávid Gyula irodalomtörténész Bánffy Miklós író, politikusról, márciusban Muhi Sándor grafikus Mohy Sándor képzőművészről értekezett.
2012. március 23-án Mohy Sándor születésének 110-ik évfordulója alkalmából kiállítás nyílt a Szatmár Megyei Múzeum képzőművészeti részlegén, a Vécsey-ház emeleti kiállítótermében. A kiállítást Szőcs Péter, a Szent István Kör elnöke nyitotta meg.
Legutóbb 2012. április 25-én a Szent István Kör előadással emlékezett meg a svábok betelepítésének 300. évfordulójáról. Az előadást Szőcs Péter Levente, a Szent István Kör elnöke nyitotta meg, s jelezte, hogy ez az előadás csak megnyitó rendezvénye mindannak, amit ezután szerveznek még a svábok betelepítésének évfordulói alkalmából.
A rendezvény meghívott előadója Mandula Tibor nyugdíjas történelemtanár volt, aki betekintést nyújtott a betelepítési folyamat előzményeibe és lefolyásába, ismertette a Károlyi házaspár, gróf Károlyi Sándor és Barkóczi Krisztina szerepét a svábok szatmári betelepítésében.
2012. április 28-án a domahidai emlékműnél koszorúzással egybekötött megemlékezést tartott a Szent István Kör is a Rákóczi-szabadságharc befejezésének (1711) 301. évfordulója alkalmából.
2012. június 1-től II. Rákóczi Ferenc szobrával büszkélkedhet Szatmárnémeti magyarsága. Az avatót megelőző nap, 2012. május 31-én, csütörtökön, 17 órakor, a szatmárnémeti RMDSZ székházában (Rákóczi /M. Viteazul/ u. 10 sz.) a Szent István Kör történelmi előadást szervezett nagy fejedelmünkről. A meghívott előadó Mészáros Kálmán, a budapesti Hadtörténeti Intézet és Múzeum munkatársa, a Rákóczi-szabadságharc kutatója volt.
Régi vágya volt a szatmári magyarságnak, hogy a nagyságos fejedelemnek maradandó emléket állítson. A száműzetés tragikus sorsát vállaló Rákóczi élete a nemzeti szabadság és a haza érdekeinek meg nem alkuvó képviseletét állítja példaképként az utókor elé. Szatmár vidéke több szálon kötődik a fejedelemhez és családjához, de leginkább a szabadságharc lezárása kötődik ide: Szatmár várában fogadták el az elcsüggedt kuruc rendek a békepontokat.
A szobrot a Szatmárnémeti RMDSZ kezdeményezésére állították fel, a Láncos templom mögötti téren (J. Calvin tér) a volt Rákóczi utca elején, közel a fejedelem által kedvelt és támogatott templom és iskola, valamint a Rákóczi-család egykori városi házának helyéhez. II. Rákóczi Ferenc mellszobrát Deák Árpád nagyváradi művész készítette bronzból.
A szobor avatására 2012. június 1-jén, pénteken 17.00 órakor került sor. Markó Béla, Csehi Árpád és Ilyés Gyula pénteken leleplezték II. Rákóczi Ferenc fejedelem szobrát Szatmárnémetiben. Az eseményre több száz ember gyűlt össze és képviseltette magát Nyíregyháza és Beregszász is.